# Goniocidaris parasol
Goniocidaris parasol är en sjöborreart som beskrevs av Fell 1958. Goniocidaris parasol ingår i släktet Goniocidaris och familjen piggsvinssjöborrar. Inga underarter finns listade i Catalogue of Life.